# Aero Sudpacífico
Sudpacífico (inicialmente llamada Aerosudpacífico) fue una aerolínea regional que tuvo su base en el Aeropuerto de Uruapan la cual mantuvo operaciones entre 1990 y 1996.

## Historia
La aerolínea surge como Aerosudpacífico en el año 1990 debido a la necesidad de conectar las ciudades de Morelia y Uruapan, vuelo que realizaba en un Britten-Norman BN-2B Islander. En ese mismo año la aerolínea adquiere otro Islander y un Fairchild SA-226TC Metro-II, debido al éxito del Metro-II Sudpacífico adquirió otro par de estos modelos y abrió rutas hacia Apatzingán, Lázaro Cárdenas, Uruapan, Guadalajara, Zihuatanejo, Zamora y Ciudad de México. Para 1991, la aerolínea ya contaba con 2 Britten-Norman Islander, 1 Metro II y 1 Piper Seneca.
Durante el año 1993 la Aerosudpacífico tuvo mucha competencia por parte de Aero Cuahonte y Aerolitoral por lo que Aerosudpacífico se vio en la necesidad de adquirir un Embraer EMB 120 Brasilia, convirtiéndose en el primer operador en México de este tipo de aeronaves. La llegada del Brasilia a Aerosudpacífico, además de permitir una expansión de rutas a Querétaro, Celaya y Monterrey, hizo que Aerosudpacífico se cambiara el nombre a Sudpacífico y también que cambiara el logotipo de la marca a un águila dorada, pues el logotipo que usaban antes era el de un Metro-II volando sobre el horizonte. El Brasilia dejó de operar con la aerolínea en 1995 debido a la devaluación de la moneda y a los costos de operación.
Para 1996 (su último año de operaciones) Aerosudpacífico operaba rutas cortas con vuelos diarios desde Morelia hacia Ciudad de México, Uruapan, Huetamo, Zihuatanejo, Guadalajara, Lázaro Cárdenas, Apatzingán y Ciudad Altamirano. Sin embargo, el aumento de los costos de operación debido a la devaluación del peso, así como la pérdida de diversas aeronaves en accidentes y diversos adeudos y embargos en diferentes aeropuertos obligaron a la aerolínea a cesar operaciones en este año.

## Destinos
Sudpacífico operó los siguientes destinos a lo largo de su funcionamiento.
|  | Destino foco |

## Flota
A lo largo de su existencia Sudpacífico operó las siguientes aeronaves.

## Accidentes e incidentes
- el 17 de junio de 1992 una aeronave Piper PA-34-200 Seneca con matrícula XA-RTO que operaba un vuelo chárter de Aero Sudpacífico entre el Aeropuerto de Uruapan y el Aeropuerto de Guadalajara tuvo un "aterrizaje de panza" después de que el piloto olvidó desplegar el tren de aterrizaje, causando daños irreparables en la aeronave. Los dos ocupantes resultaron ilesos.[10]

- El 9 de diciembre de 1992 despegó del Aeropuerto de Apatzingán con rumbo al Aeropuerto Nacional de Zamora una aeronave Britten-Norman BN-2B-27 Islander de Aerosudpacífico con matrícula XA-RML, dicha aeronave se desplomó en un poblado en el municipio de Tancítaro a los pocos minutos del despegue falleciendo los 8 pasajeros y el piloto (9 ocupantes) entre ellos uno de los hijos del fundador de Aero Sudpacífico, la formación de hielo en los motores fue la causante de la fatal pérdida de potencia.[11][12] La aeronave había partido a las 7:45 de Uruapan, llegando a Apatzingán alrededor de las 8:00 y partiendo rumbo a Zamora alrededor de las 8:10, la aeronave cubría la ruta UPN-AZG-ZMM-GDL.[13]

- El 15 de febrero de 1996 una aeronave Fairchild Swearingen SA-226TC Metro II con matrícula XA-SJY de Sudpacífico se despistó tras intentar despegar del Aeropuerto de Morelia causándole daños estructurales a la aeronave, el accidente generó un conflicto legal durante su reparación por lo que meses después se decidió desguazarlo.[7][14]

- El 4 de octubre de 1996 la aeronave BN-2A-8 Islander con matrícula XA-RRM, perteneciente a Aero Sudpacifico, despegó del Aeropuerto de Morelia con destino al Aeropuerto de Uruapan; durante el despegue la aeronave se quedó sin combustible y tuvo que aterrizar de emergencia en un prado cercano al aeropuerto, no hubo lesionados. La aeronave fue removida a un lado de la plataforma de aviación, donde tiempo después fue robada sin encontrar al culpable.[15][16]